# 이병호 (핵공학자)
이병호(李炳昊, 1924년 5월 1일~2001년 7월 9일)는 한국의 독립운동가이며, 물리학자·핵공학자이다. 호는 響堂(향당·소리마당)이다.

## 생애
황해도 금천에서 1924년 5월1일 탄생하였다.
그의 젊은 시절에는 애국의 열정도 많아서 일제강점기 말기에는 조만식 선생 밑에서 독립운동을 하다 평양 감옥소에서 2년간 옥고를 치르기도 하였다.  해방이 되어서야 겨우 출옥을 하게 되었는데, 출옥 당시 조만식 선생이 직접 영접을 한 바 있다. (陸宏修 교수 증언)
출옥후에도 1946년 6월까지 평양에서 애국청년운동을 주도하였으며, 그후 공학에 뜻을 두고, 경성제국대학 이공학부에 입학하여 서울대학교 기계공학 학사를 취득하였다. 참고로 경성제국대학은 미군정청 법령 제15호에 의거 1945년 10월 16일 경성제국대학을 경성(서울)대학으로 개칭하였다.  이후에도 학업을 계속하여 美 Chicago 大學 핵공학 석사, 英 Imperial College 물리학 박사를 취득하였다.   
서울대학교 핵공학과 교수, 美 Argonne 연구소 연구원, 한국 국방과학연구소(ADD) 초대 연구부장, 한국원자력연구원 부소장. 한국과학원(KAIS,홍릉) 부원장 및 핵공학과 교수 등을 역임하였으며, 은퇴후 말년에는 홍익대학교에서 연구를 계속하였다. 
이병호 교수는 한국 원자력 연구개발의 초석 다지는데 큰 기여를 하였다. 특히 1955년 대한민국 정부는 원자력 연구개발 계획을 수립하면서, 소위 10명으로 구성된 '제1세대 원자력 과학자' 위원회를 구성하게 된다.  이병호 교수는 이에 동참하여 한국 원자력 연구의 효시가 된다. 당시 위원회는 윤세원, 김준명, 김희규(金熙圭), 이병호(李炳昊), 민광식(閔光植), 정구순(鄭求珣), 이진택(李鎭澤), 이수호(李洙灝), 현경호(玄京鎬), 임용규로 구성했다. 그후 1957년에는 '원자력의 평화적 이용'을 위한 정부의 인력양성 차원에서 임용구 박사 등과 함께 미국 시카고 아르곤 국립 연구소 ISNSE에서 연구하였으며, 이 연구가 한국 원자력 산업 발전의 초석이 되었다.